# 1938年远东运动会
1938年远东运动会即第十一届远东运动会，原定于1938年在日本大阪举行，后因1937年中日战争爆发而停办。